# معدات الأرصاد الجوية

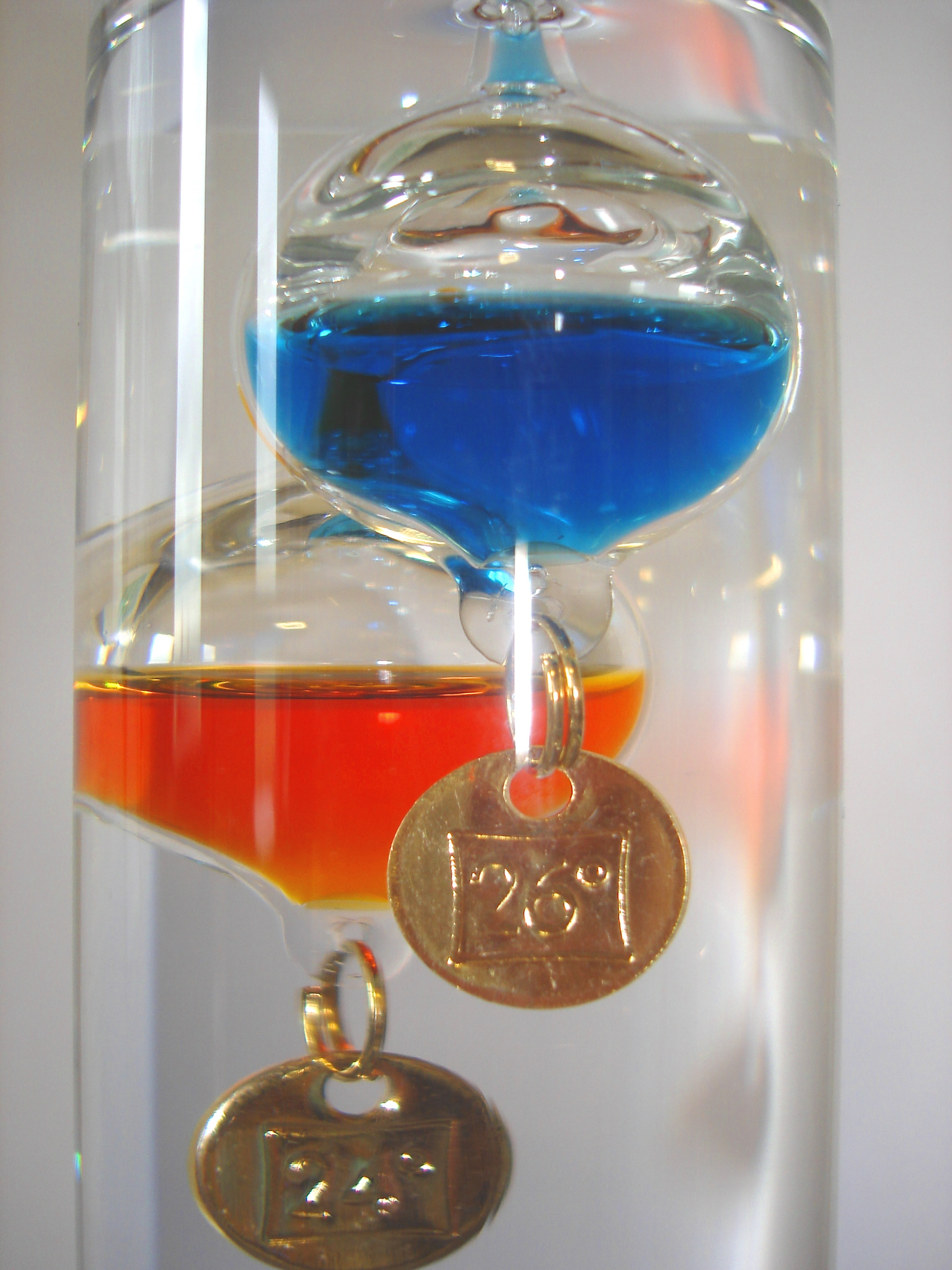
ترمومتر غاليليو.

أجهزة الأرصاد الجوية: هي الأجهزة والمعدات المستخدمة لقياس عناصر الغلاف الجوي في وقت معين. كل فرع من العلوم يتفرد بمعدات المعملية الخاصة به. ومع ذلك، فإن علم الأرصاد الجوية من العلوم التي لاتستخدم الكثير من المعدات المعملية لكنها تعتمد أكثر على معدات المراقبة الميدانية. في العلوم، فإن المراقبة، أو الملاحظة، هي عبارة تسجيل البيانات من الظواهر الطبيعية الموجودة في محيطه باستخدام أدوات علمية، اعتمادا على المعرفة النظرية المسبقة. كمية هطول المطر كانت أولى العناصر التي يتم قياسها تاريخيا، بالإضافة إلى الرياح والرطوبة وكلاهما من المتغيرات الجوية التي تم قياسها بدقة.
لقد بذلت العديد من المحاولات قبل القرن الخامس عشر لبناء معدات قياس لكافة المتغيرات في الغلاف الجوي. أجهزة القياس هذه انطلقت في منتصف القرن الخامس عشر وهي على التوالي، مقياس المطر، ومقياس شدة الرياح، ومقياس الرطوبة. وقد شهد القرن السابع عشر ظهور مقياس الضغط –البارومتر- ومقياس درجة الحرارة أو المحرار لجاليليو –الثرمومتر-، في حين شهد القرن الثامن عشر تطور مقياييس درجة الحرارة إلى فهرنهايت ومئوية. وفي القرن العشرين تم تطوير أدوات جديدة للاستشعار عن بعد، مثل الرادار والأقمار الصناعية للرصد الجوي، التي قامت بتوفير بيانات أفضل على الصعيدين الإقليمي والعالمي. أجهزة الاستشعار عن بعد تقوم بجمع البيانات من الظواهر الجوية والمناخية عن بعد لتنتج لاحقا المعلومات الجوية. كل أجهزة الاستشعار عن بعد تجمع بيانات عن الغلاف الجوي من مواقع يصعب الوصول إليها، في العادة، ويتم تخزين البيانات في الأجهزة في ذات الموقع –بعد الحصول عليها مباشرة وبشكل آلي-.

## تاريخ القياس والموازين

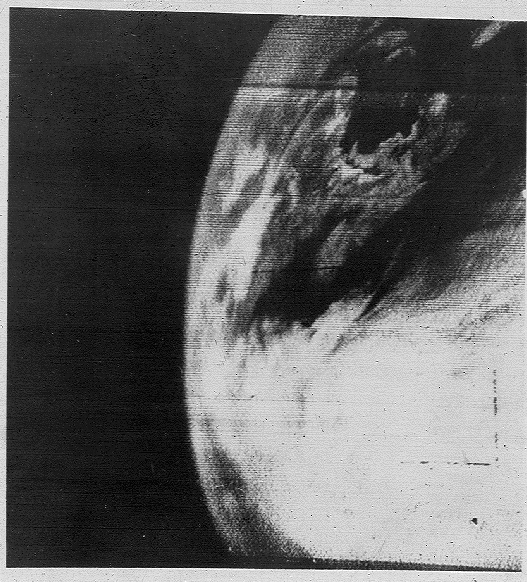
أول صورة للأرض يرسلها القمر تيروس-1

في 1441، الملك سيه جونغ Sejongs ابن الأمير منجونغ Munjong، اخترع أول مقياس للمطر -ممطار- rain gauge. واستخدم طوال عهد أسرة جوسون Joseon في كوريا كوثيقة رسمية لتقييم ضرائب الأراضي على أساس إمكانات المزارعين لموسم الحصاد المتوقع.
في 1450، ليون باتيستا البرتي Leon Battista Alberti وضع لوحة متأرجحة لقياس شدة الرياح المرياح anemometer، وكانت أول مقياس لشدة الرياح.
في 1607، ابتكر غاليليو Galileo Galilei الثيرموسكوب thermoscope.
في 1643، ابتكر ايفانجليستا توريشيلليEvangelista Torricelli مقياس الضغط الزئبقي البارومتر الزئبقي.
في 1662، ابتكر السير كريستوفر ورن Christopher Wren مقياس كمية المطر الميكانيكي الذاتي التفريغ.
في 1714، أنشأ غابرييل فهرنهايت Gabriel Fahrenheit مقياس لدرجة الحرارة مع وجود نوع من الترمومترالزئبقي.
وفي 1742، اقترح آندرس سيلزيوس Anders Celsius، وهو عالم فلك سويدي، اقترح مقياس 'درجة مئوية' لدرجة الحرارة، سلف المقياس المئوي الواسع الانتشار حاليا.
في 1783، أول مقياس رطوبة -مرطاب-شعري يظهر بواسطة هوراس بنديكت دو Horace-Bénédict de Saussure.
في 1806، فرانسيس بوفورت عرض نظام لتصنيف سرعة الرياح.
في نيسان / أبريل 1960، تم إطلاق أول قمر صناعي للأرصاد الجوية تيروس-1 (TIROS-1)، مؤذنا ببدء عصر جديد لعلم الأرصاد الجوية حيث وفرة المعلومات عن الغلاف الجوي على الصعيد العالمي.

## الأنواع
يقيس الترمومتر درجة حرارة الهواء، أو الطاقة الحركية للجزيئات خلال الهواء. بينما يقيس مقياس الضغط الجوي البارومتر الضغط الجوي، أو الضغط الناشيء عن وزن الغلاف الجوي للأرض فوق موقع معين. المرياح وهو مقياس شدة الرياح، يمكن بواسطته معرفة سرعة الرياح والاتجاه الذي تهب منه في الموقع حيث يتم قياسها. وهناك مقياس الرطوبة هيجرومتر hygrometer يقيس الرطوبة النسبية في مكان ما، والتي يمكن استخدامها في حساب نقطة الندى. المسبار اللاسلكي معظم العناصر السابقة ماعد الرياح، التي يتم تحديدها بتتبع إشارة المسبار الللاسلكي بواسطة الهوائي أو جهاز قياس الزوايا theodolite –المزواة-. بالإضافة للمسبار اللاسلكي، توجد شبكة بيانات جوية من الطائرات تقوم بتنظيمها المنظمة العالمية للأرصاد الجوية، والتي تستخدم أيضا المعدات السابقة للحصول على تقارير الأحوال الجوية في مواقعها. وهناك صواريخ السبر وأحيانا تسمى صواريخ الأبحاث، أداة حاملة للصواريخ مصممة لأخذ القياسات وإجراء التجارب العلمية أثناء التحليق دون المداري.

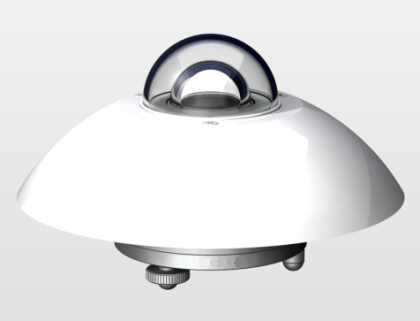
Pyranometer ومكوناته الرئيسية هي، القبة الزجاجية، الجسم المعدني، جسم حساس أسود، شاشة الاشعاع.

البايرانومتر pyranometer وهو نوع من actinometer -أجهزة قياس الإشعاع الشمسي على سطح مستو-، ويشمل أيضا على جهاز استشعار حساس مصمم لقياس كثافة تدفق الأشعة الشمسية (واط لكل متر مربع) من مجال رؤية يساوي 180 درجة. مقياس ارتفاع قاعدة السحب أو الكشاف الضوئي ceilometer، هو أداة مجهزة بأشعة الليزر أو أي مصدر ضوئي؛ لتحديد ارتفاع قاعدة السحابة من مستوى سطح البحر في النهار، بالإضافة إلى إمكانية قياس تركيز الهباء الجوي aerosol أو نويات التكاثف في الغلاف الجوي. بالون الطقس ceiling balloon يستخدم لتحديد ارتفاع قاعدة السحب من الجو وخلال النهار. القاعدة الأساسية لبالون الطقس هي؛ أن البالون له معدل صعود معين -ارتفاعه في الجو- وبحساب مدة صعوده إلى أن يختفي في داخل السحب، يمكن تحديد ارتفاع قاعدة السحب عن مستوى السطح. وبذلك يمكن تحديد نوع السحب.
الديسدرومتر disdrometer عبارة عن جهاز يستخدم لقياس حجم قطرات المطر وسرعة الهطول. بعض أنواع الديسدرومتر لديها خاصية التمييز بين الأمطار والبرد الناعم soft hail والبرد الصلب وتستخدم لقياس الهطول عند أي نقطة على الكرة الأرضية.
الاستشعار عن بعد remote sensing -في مجال الأرصاد الجوية-، هو مفهوم جمع البيانات من الظواهر الجوية والمناخية التي يصعب الوصول إليها -عن بعد- للحصول على المعلومات الجوية. كل أجهزة الاستشعار عن بعد تقوم بجمع بيانات عن الغلاف الجوي من موقع بعيد، في العادة، ويتم تخزين البيانات في نفس الموقع –موقع جمع البيانات. أجهزة الاستشعار عن بعد الشائعة هي، الرادار، وجهاز استشعار وتحديد المدى الضوئي Lidar والأقمار الصناعية أو(المسح التصويري). أهم استخدامات الرادار هي جمع المعلومات المتعلقة بالأمطار والرياح. السواتل أو الأقمار الصناعية تستخدم أساسا لتحديد الغطاء السحابي، وكذلك الرياح. SODAR (استشعار وتحديد المدى الصوتي) هي أداة للأرصاد الجوية تعرف أيضا بملخص الرياح wind profiler الذي يقيس انتشار الموجات الصوتية عن طريق الاضطرابات الجوية أو الاضطرابات الهوائية turbulence.
SODAR عبارة عن نظام يستخدم لقياس سرعة الرياح على ارتفاعات مختلفة فوق سطح الأرض، وقياس البنية الحرارية للطبقة السفلى من الغلاف الجوي. الرادار وجهاز الاستشعار وتحديد المدى الضوئي كلاهما يستخدام الإشعاع الكهرومغناطيسي لإلقاء الضوء على جزء معين من الغلاف الجوي. سواتل الطقس تستخدم بشكل متزايد مع الأغراض العامة لمراقبة الغلاف الجوي الأرض على ارتفاعات، وأصبحت أداة لاغنى عنها لدراسة واسعة عن مجموعة من الظواهر من حرائق الغابات وإلى ظاهرة النينيو.

## محطات الرصد الجوي
إن محطة الارصاد الجوية هي بناء مجهز بالأدوات والمعدات اللازمة لتقديم ملاحظات عن التغيرات في الغلاف الجوي، من أجل؛ توفير معلومات لوضع نماذج التنبؤات الجوية، ودراسة أحوال الطقس والمناخ. القياسات تشمل درجة الحرارة، الضغط الجوي، والرطوبة، سرعة الرياح، واتجاه الرياح، وكمية الأمطار. ليست هناك شروط معينة عند أخذ قياسات الرياح، في حين أن أخذ قياس درجة الحرارة والرطوبة القياسات يجب أن يكون بعيدا عن الإشعاع الشمسي المباشر، أو غير المباشر. تؤخذ الملاحظات بواسطة المراقبين مرة واحدة على الأقل يوميا، في حين أن تؤخذ الملاحظات آليا مرة واحدة على الأقل ساعة.

## الملاحظات الجوية السطحية
ملاحظات –مشاهدات- الطقس السطحية هي البيانات الأساسية المستخدمة للشؤون التنبؤ الجوي والدراسات المناخية، وإصدار التحذيرات العالمية. ويمكن أن تؤخذ يدويا، عن طريق المراقبة الجوية، من خلال جهاز الكمبيوتر بواسطة استخدام محطة الرصد الجوي الآلية، أو في باستخدام نظام هجين يشمل مراقبين الطقس إلى جانب المحطة الآلية. إن منظمة الطيران المدني الدولي ICAO وتحدد المتغيرات الجوية الدولية الموحدة التي تشكل نموذجا للتغيير في مستوى الضغط، درجة الحرارة، والكثافة، واللزوجة مع الارتفاع في الغلاف الجوي للأرض، ويستخدم للحد من ضغط عند سطح المحطة إلى ضغط مستوى سطح البحر. المشاهدات السطحية في المطارات يمكن أن تنقل بياناتها في جميع أنحاء العالم من خلال استخدام رموز الملاحظات الجوية METAR. محطات الرصد الشخصية تقوم بتسجيل المشاهدات عن حالة الطقس آليا، حيث يتم نقل البيانات إلى جميع أنحاء الولايات المتحدة الأمريكية بواسطة برنامج مراقبة الطقس للمواطنين Citizens weather observer program، أو دوليا من خلال موقع Weather Underground web site وهو عبارة عن أرشيف عمومي للمشاهدات السطحية لمعظم محطات الرصد الجوي في العالم. ثلاثون سنة في المتوسط من ملاحظات الطقس تستخدم لتحديد مناخ السائد لمحطة أو لموقع.